# Iker Mintegi
Mintegi  Claver est un nom espagnol. Le premier nom de famille, en général paternel, est Mintegi ; le second, en général maternel, souvent omis, est Claver.
Iker Mintegi Claver, né le 15 novembre 2002 à Altsasu (Navarre), est un coureur cycliste espagnol. Il est membre de l'équipe Euskaltel-Euskadi.

## Biographie

### Débuts et progression chez les amateurs
Iker Mintegi est originaire d'Altsasu, une commune située dans la communauté forale de Navarre. Il commence le cyclisme à l'âge de sept ou huit ans au CC Burunda, dans la vallée du même nom,. 
En 2021, il intègre la formation Laboral Kutxa, réserve de l'équipe Euskaltel-Euskadi. Sous ses nouvelles couleurs, il se distingue en terminant deuxième de la dernière étape du Tour de Madrid Espoirs (moins de 23 ans). L'année suivante, il s'impose sur une course régionale et termine troisième du championnat du Pays basque. Il effectue également un stage à partir du mois d'août chez Euskaltel-Euskadi. 
Lors de la saison 2023, il confirme ses aptitudes en étant l'un des meilleurs cyclistes amateurs du Pays basque, avec deux victoires et de nombreuses places d'honneur. Il remporte notamment la dernière étape du Tour de Navarre, une course réputée en Espagne. Grâce à ses bons résultats, il signe un premier contrat professionnel de deux ans avec la structure Euskaltel-Euskadi. Son directeur sportif Jorge Azanza le décrit avant tout comme un bon grimpeur,.

### Carrière professionnels
Iker Mintegi réalise ses débuts professionnels en janvier 2024 sur le Challenge de Majorque. Lors du Trofeo Calvià, il fait bonne impression en prenant la dix-septième place. Il participe également à des échappées sur le Cholet Agglo Tour, au Tour de Burgos et sur Binche-Chimay-Binche.
En février 2025, il se classe quatorzième du Grand Prix La Marseillaise. Deux mois plus tard, il prend la onzième place de la Classic Grand Besançon Doubs.

## Palmarès
- 2022
  - Trofeo Iturmendi
  - 3e du championnat du Pays basque
- 2023
  - Lazkaoko Proba
  - 4e étape du Tour de Navarre
  - 2e du San Gregorio Saria
  - 2e du Trofeo Iturmendi
  - 2e du Memorial Valenciaga
  - 2e du Torneo Euskaldun
  - 3e de l'Ereñoko Udala Sari Nagusia
  - 3e du Mémorial Sabin Foruria
  - 3e du Premio Primavera
  - 3e du Mémorial Etxaniz